# Телехановський район
Телехановський район (біл. Целяханскі раён) — адміністративно-територіальна одиниця в Білоруській РСР у 1940—1959 роках, що входила до Пінської, потім — до Берестейської області.
Телехановський район із центром у селі Телехани був утворений у Пінській області 15 січня 1940 року, у жовтні встановлено розподіл на 10 сільрад. 8 січня 1954 року у зв'язку з ліквідацією Пінської області район передано до складу Брестської області. 6 грудня 1956 року Телехани перетворені з села на міське селище. 8 серпня 1959 року Телеханський район ліквідовано, його територія розділена між двома районами — Івацевицьким (Козиківська, Обрівська, Святовольська сільради) та Логишинським (м. п. Телехани, а також Вигонощівська, Гортольська, Колонська, Речківська сільради).
Сільради
- Бобровицький (1940-1948);
- Вигоновщівський (1940-1959);
- Гортольський (1940-1959);
- Козіковський (1940-1959);
- Колонський (1940-1959);
- Краглевицький (1940-1954);
- Обровський (1940-1959);
- Речковський (1940-1959);
- Святовольський (1940-1959);
- Телеханський (1940-1956).